# Heterocromia

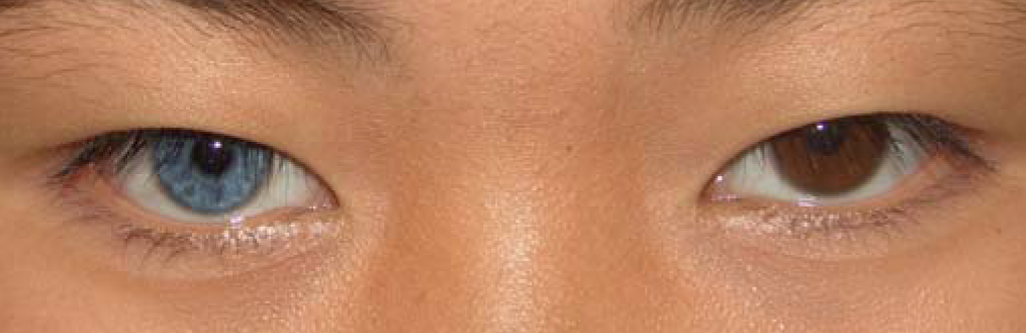
Paciente com síndrome de Waardenburg tipo 2, heterocromia completa

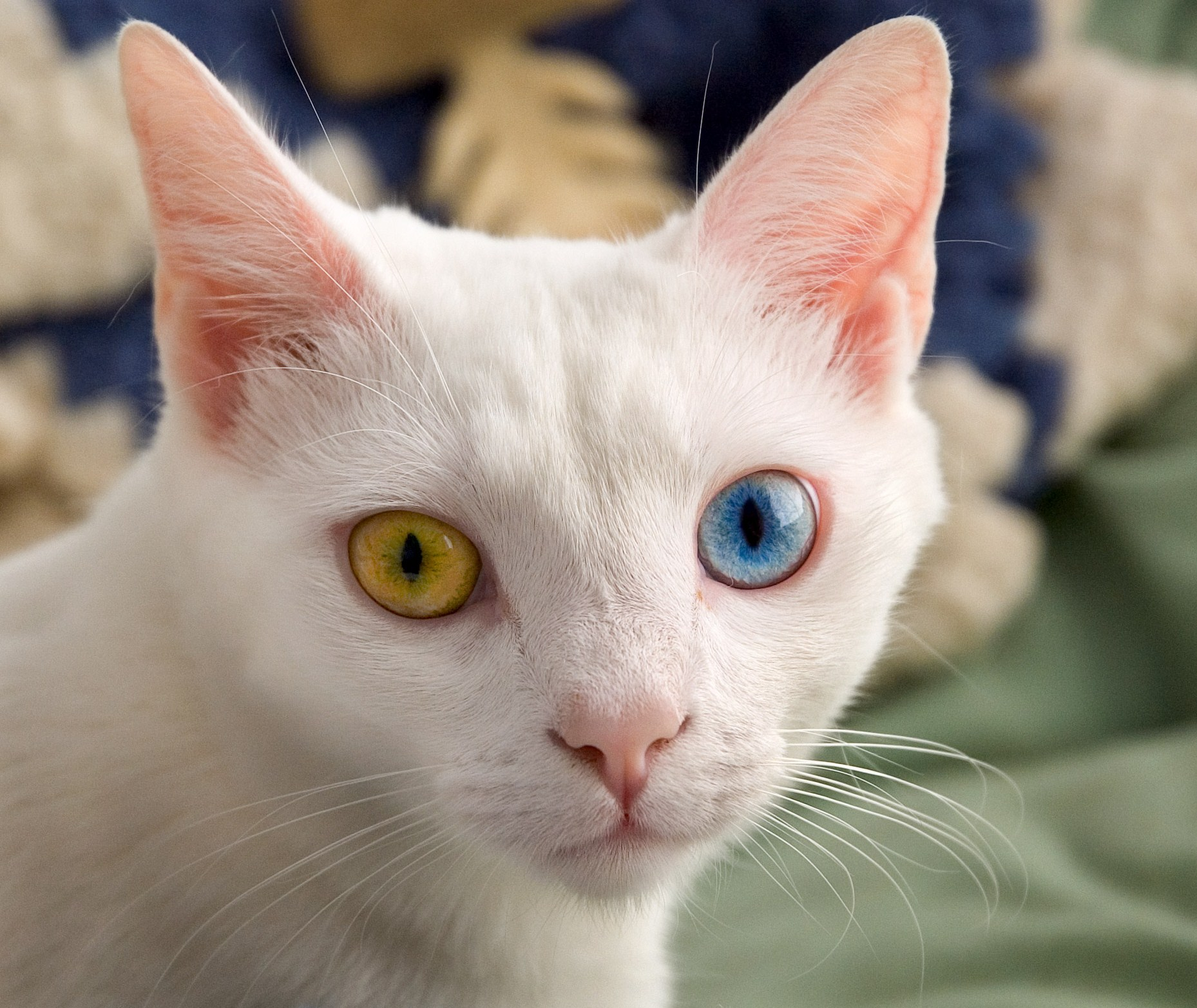
Um gato com heterocromia.

Heterocromia ou heterocromia ocular causado por um fator genético no qual o indivíduo, humano ou animal, possui um olho de cada cor, ou um mesmo olho com duas cores distintas.
Muito rara em humanos, pode ocorrer mais comumente em animais mamíferos domésticos e selvagens.

## Etimologia
Heterocromia do Grego antigo: ἕτερος, héteros que significa "diferente" e χρώμα, chróma que significa "cor".

## Causas
A cor dos olhos é um resultado da melanina depositada nas íris, que é a parte do olho responsável por dilatar e contrair a pupila a fim de controlar a quantidade de luz que entra. Os olhos azuis possuem pequenas quantidades de melanina, enquanto que os olhos castanhos são ricos em melanina.
A distribuição desigual da melanina leva à heterocromia central e a outros tipos de heterocromia. A maioria dos casos de heterocromia está presente desde o nascimento, quando a condição é chamada de heterocromia congênita. Alguns casos de heterocromia congênita estão ligados a doenças e síndromes, incluindo:
- Síndrome de Bloch-Sulzberger
- Doença de Bourneville
- Doença de Hirschsprung
- Síndrome de Horner
- Síndrome de Parry-Romberg
- Síndrome de Sturge-Weber
- Doença de von Recklinghausen
- Síndrome de Waardenburg

A heterocromia que se desenvolve mais tarde devido a uma doença, lesão ou medicação, é conhecida como heterocromia adquirida. Isso é menos comum que a forma congênita. Causas da heterocromia adquirida incluem:
- Diabetes
- Cirurgia ocular
- Glaucoma
- Lesão no olho
- Síndrome do ectrópio da íris
- Síndrome de dispersão pigmentar
- Síndrome Posner-Schlossman
- Inchaço dos olhos
- Tumores da íris

Quando ocorre em gatos domésticos, estes recebem a denominação de gato de olho ímpar. Isso se deve a uma alteração no gene EYCL3 no cromossomo 15, que indica a quantidade de melanina que o olho apresentará - muita melanina gera a cor marrom, pouca a azul. Já o gene EYCL1, que indica a quantidade de pigmentos de gordura, é responsável pela nuance de tom, azul ou verde.

## Tipos
Existem três tipos de heterocromia, a completa, a setorial, e a central.

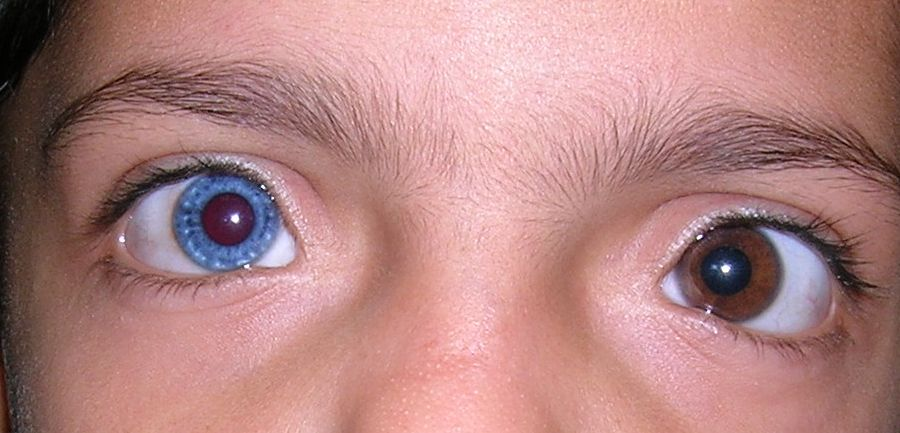
Heterocromia completa
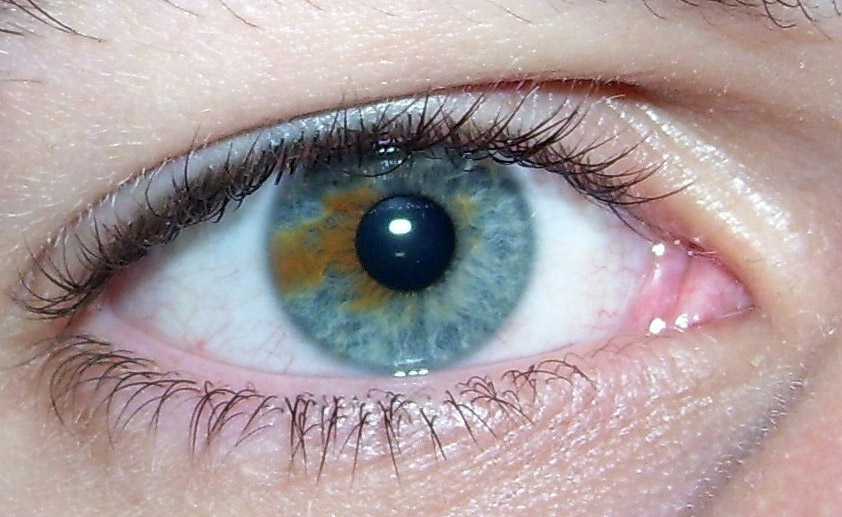
Heterocromia setorial
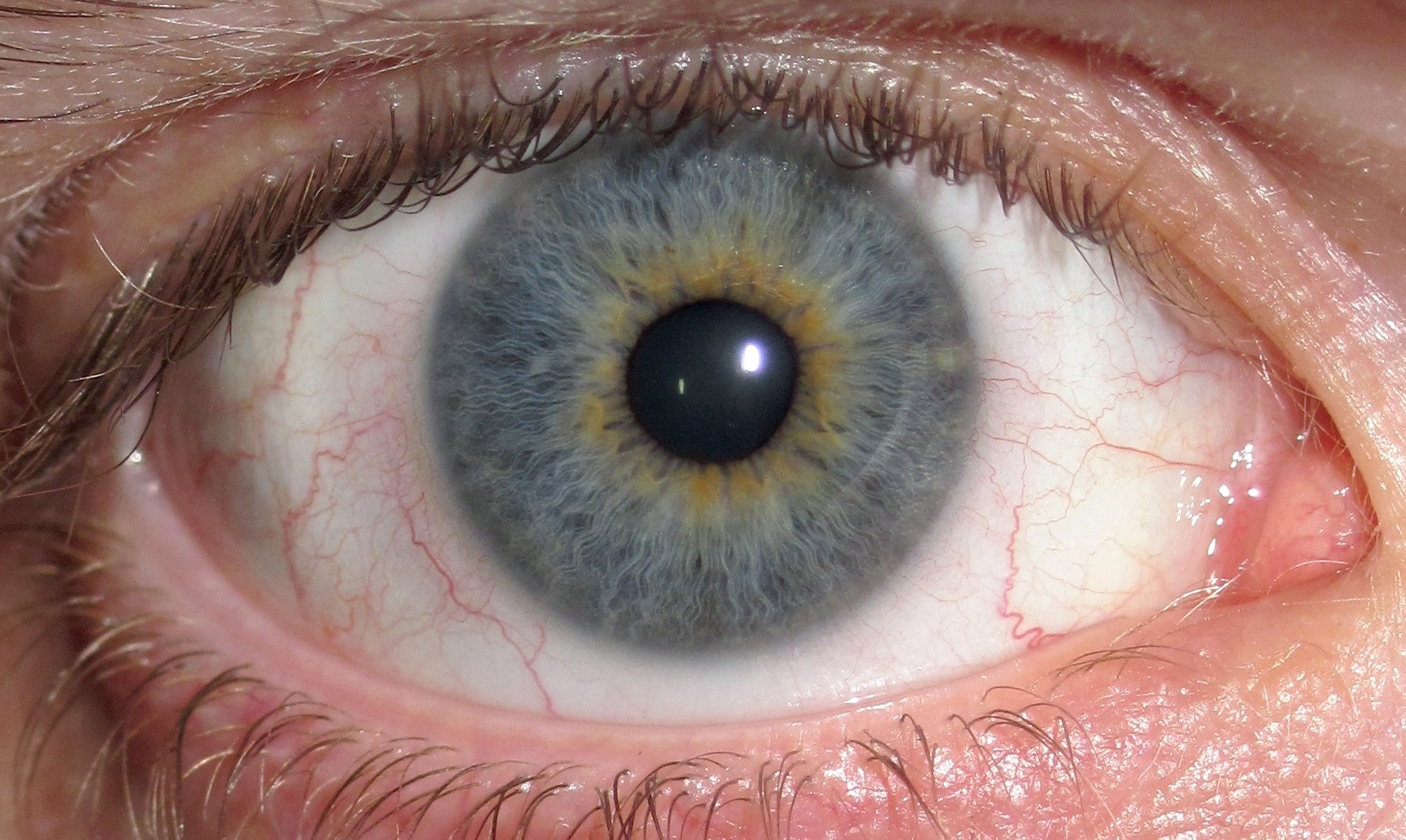
Heterocromia central

### Heterocromia completa
A completa é aquela em que cada olho tem uma cor diferente, como por exemplo um olho castanho e o outro azul. 

### Heterocromia setorial
Na heterocromia setorial há uma parte do olho de uma cor diferente, neste tipo, é mais comum apenas um dos olhos ter duas cores (ou mais). 

### Heterocromia central
A heterocromia central é a que mais ocorre, em que a parte de cor diferente é um círculo no centro da íris. Quando a heterocromia é causada por anomalia genética os olhos do portador tem mais chances de serem azuis e marrons e quando é causada pela síndrome o portador tem mais chances de ficar com os olhos verdes e marrons.

## Heterocromia em humanos

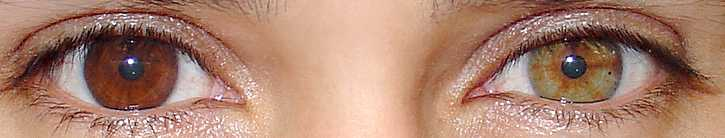
Heterocromia numa mulher.

A heterocromia é muito rara em humanos. Pesquisas sugerem que a maioria dos casos de heterocromia em humanos é benigna e ocorre sem qualquer anormalidade subjacente. De acordo com o Genetic and Rare Diseases Information Center, a maioria dos casos de heterocromia ocular ocorre esporadicamente em pessoas sem histórico familiar da variação.
Apesar de não haver forma de alterar biologicamente a cor dos olhos, pode-se usar lentes de contato para igualar as cores. 
Tim McIlrath, vocalista e guitarrista da banda Rise Against possui um olho de cada cor assim como a atriz luso-estadunidense Daniela Ruah. Os atores Dominic Sherwood, Henry Cavill (heterocromia setorial) e Kate Bosworth também são exemplos de pessoas com heterocromia, assim como Ailyn, vocalista espanhola da banda norueguesa de metal sinfônico Sirenia, além da jovem atriz venezuelana Lilimar Hernandez.
Ao contrário do que se afirma em muitas fontes, o músico e o ator britânico David Bowie não possuía heterocromia, mas outra disfunção denominada anisocoria que adquiriu em função de uma briga na adolescência que lhe tirou parcialmente a visão e a percepção das cores de um dos olhos, na qual uma das pupilas mantém-se sempre do mesmo tamanho (dilatada), dando a impressão de que os olhos são de cores diferentes quando a outra pupila está contraída. Esta característica genética inibe que os grânulos de pigmentos alcancem um olho durante o desenvolvimento, fazendo assim que eles fiquem de cores diferentes.

## Galeria

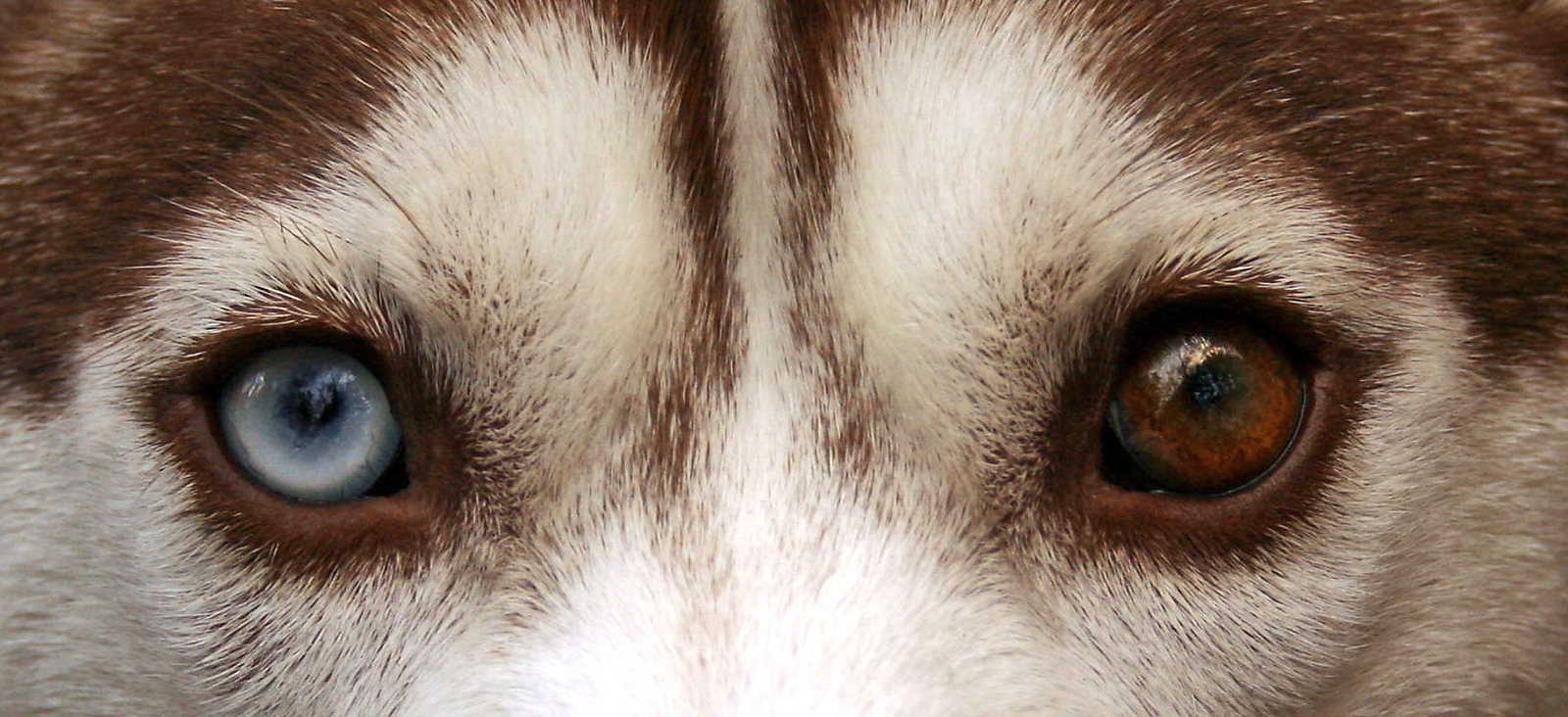
Heterocromia num cão.
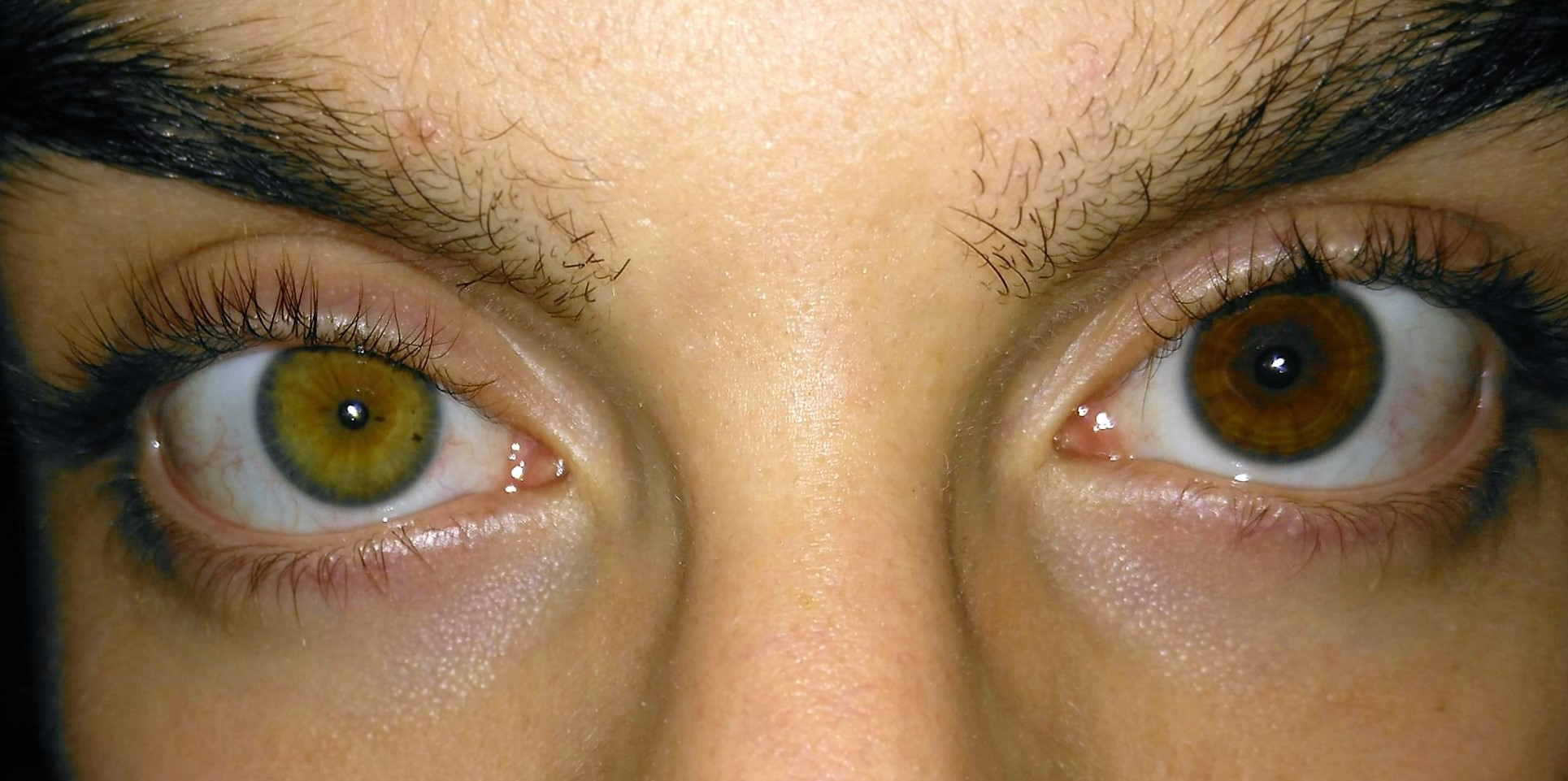
Heterocromia completa.
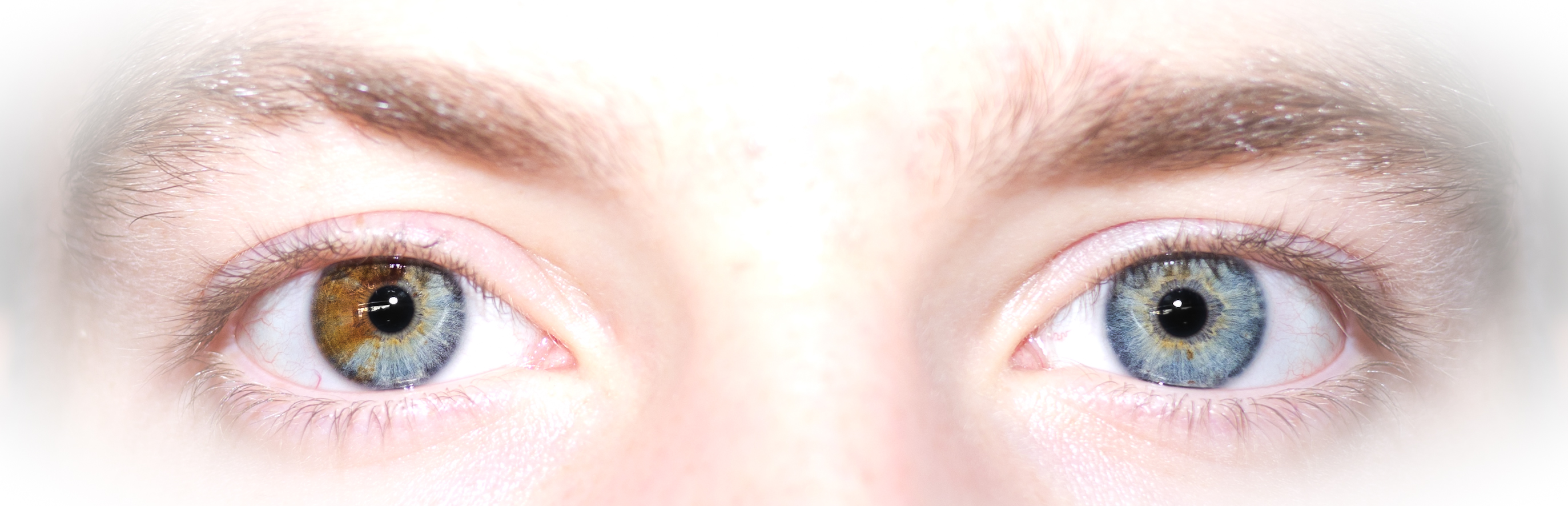
Heterocromia setorial
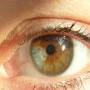
Heterocromia setorial
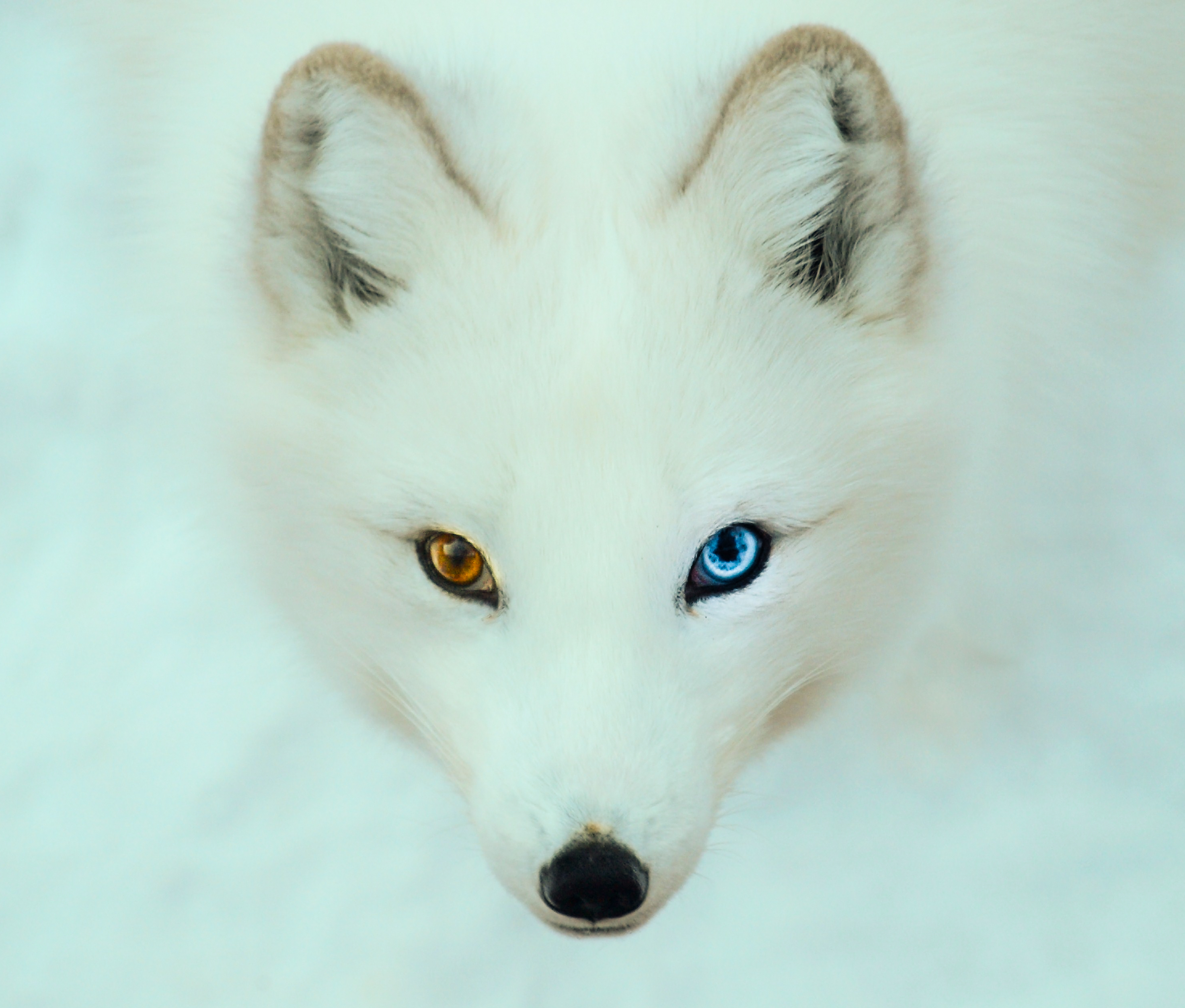
Raposa do ártico com heterocromia
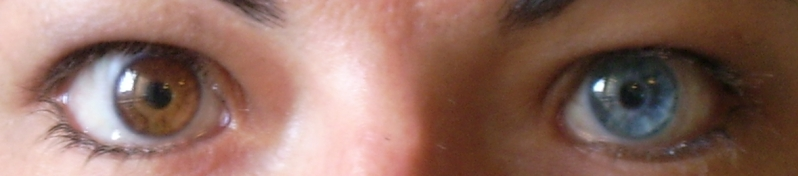
Heterocromia completa
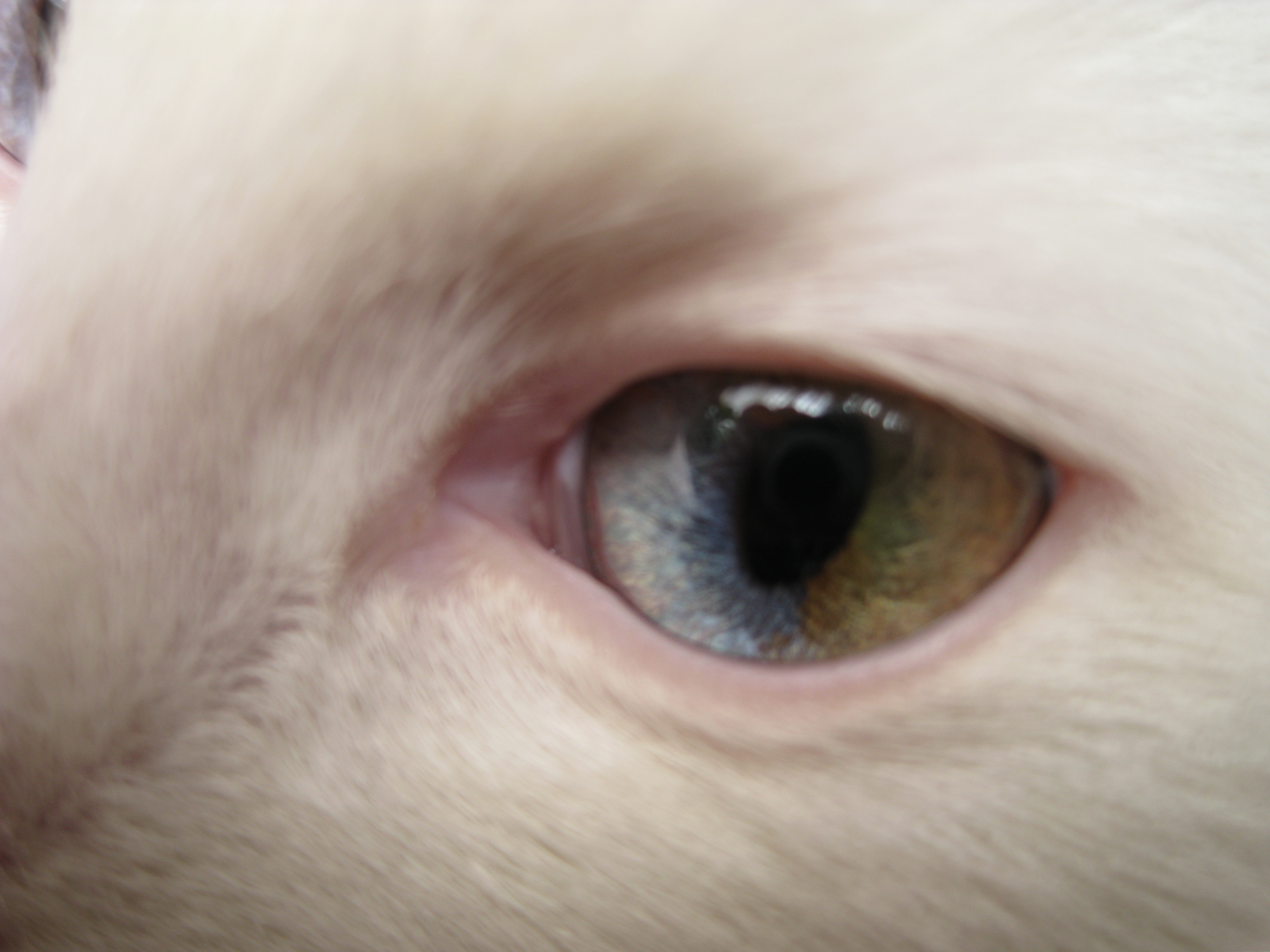
Heterocromia setorial em um gato.
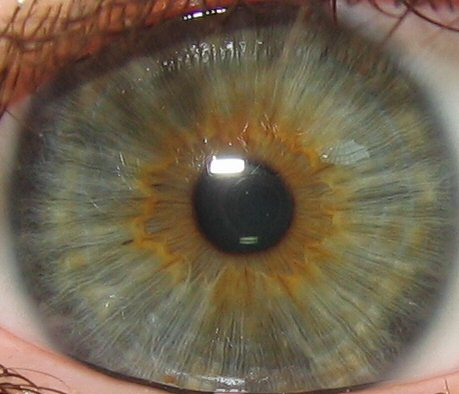
Heterocromia central
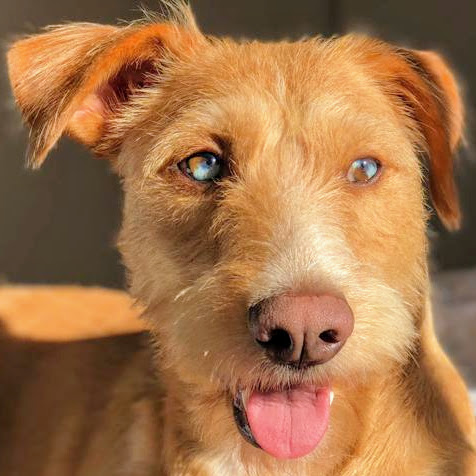
Heterocromia em um cachorro sem raça definida.